# Megalographa biloba
Megalographa biloba ist ein Schmetterling (Nachtfalter) aus der Familie der Eulenfalter (Noctuidae).

## Merkmale

### Falter
Die Flügelspannweite der Falter beträgt 37 bis 42 Millimeter. Die Vorderflügel sind bräunlich gefärbt. Das Mittelfeld hat meist eine schokoladenbraune Farbe und ist von zwei dünnen weißen Querlinien eingefasst. Zuweilen ist es am Innenrand leicht rötlich überstäubt. Die Ringmakel ist klein und weiß umrandet, die silberweiße Nierenmakel zeigt eine starke Einschnürung. Auffällig ist ein besonders großes, voll silberweiß ausgefülltes Gamma-ähnliches Zeichen. Die Hinterflügel sind zeichnungslos graubraun, am Saum etwas verdunkelt. Der Thorax ist pelzig behaart und mit einigen Haarbüscheln versehen.

### Raupe
Ausgewachsene Raupen haben eine blasse gelbgrüne Farbe. Sie besitzen undeutliche, dünne weiße Nebenrückenlinien und Seitenstreifen. Der Kopf ist an jeder Seite mit einem schwarzen Streifen versehen.

## Verbreitung und Lebensraum
Megalographa biloba kommt verbreitet in den USA (auch auf Hawaii) und im Süden Kanadas vor. Die südliche Ausbreitung reicht bis Patagonien. In Europa ist die Art nicht heimisch, wurde aber mehrfach auf den Britischen Inseln gefunden, wohin sie wahrscheinlich auf dem Seeweg eingeschleppt wurde. Eine gelegentliche Brut vor Ort ist jedoch nicht gänzlich auszuschließen. Die Art besiedelt gerne Kulturlandschaften.

## Lebensweise
Die Falter von Megalographa biloba sind von März bis November anzutreffen, in den südlichen Regionen wahrscheinlich in fortlaufender Generationsfolge. Die Raupen ernähren sich von den Blättern verschiedener Pflanzen, zunehmend auch von Kulturpflanzen wie Salat, Kohl, Bohnen und Tabak, an denen sie zuweilen schädlich auftreten. 